# Дрю Кіблер
Дрю Кіблер (англ. Drew Kibler, 9 березня 2000) — американський плавець.
Учасник Олімпійських Ігор 2020 року.
Призер Панамериканських ігор 2019 року.
Призер Чемпіонату світу з плавання серед юніорів 2017 року.
Чемпіон світу 2022 року.